# Moskauer Technische Universität für Fernmeldewesen und Informatik

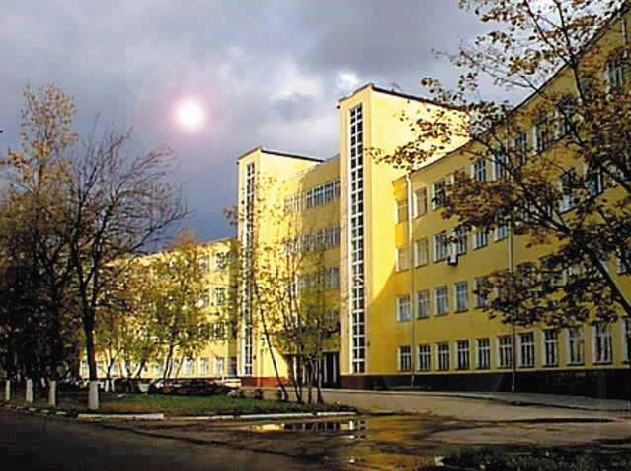
Das Hauptgebäude der Universität

Die Moskauer Technische Universität für Fernmeldewesen und Informatik (russisch Московский технический университет связи и информатики) ist eine russische Universität. Sie wurde in Moskau 1921 als Podbelski-Institut gegründet und hat seit 1992 den Status einer technischen Universität. Von 1946 bis 1988 trug die Universität den Namen „Moskauer Elektrotechnisches Institut für Fernmeldewesen“ (russisch Московский электротехнический институт связи). Die Zahl der Studierenden beträgt etwa 15.000. Die Universität ist Mitglied der Europäischen Gesellschaft für Ingenieur-Ausbildung und hat Zweigstellen in Rostow am Don und Nischni Nowgorod. Die Hochschule wurde 1971 mit dem Orden des Roten Banners der Arbeit ausgezeichnet. Heute ist sie die größte Universität Russlands auf dem Gebiet des Fernmeldewesens.

## Absolventen
Bedeutende Absolventen der Universität sind u. a.:
- Hamadoun Touré (1953), malischer Ingenieur und Manager, Generaldirektor der Internationale Fernmeldeunion
- Marat Gelman (1960), russischer Galerist
- Igor Markin (1967), russischer Geschäftsmann